# Korkeasaari (ö i Finland, Norra Karelen, Joensuu, lat 62,98, long 31,18)
Korkeasaari är en ö i Finland. Den ligger i sjön Hattujärvi och i kommunen Ilomants i den ekonomiska regionen  Joensuu ekonomiska region  och landskapet Norra Karelen, i den östra delen av landet, 400 km nordost om huvudstaden Helsingfors. Öns area är 0,9 hektar och dess största längd är 180 meter i sydöst-nordvästlig riktning.